# Geoffrey Wigdor
Geoffrey Wigdor (Nueva York, Estados Unidos; 23 de enero de 1982) es un actor estadounidense conocido principalmente por su participación en la película Sleepers (1996).

## Trayectoria profesional
George Wigdor logró obtener su primer papel interpretando a J.J. Forbes en la telenovela Love, más tarde llamada Teh City. El programa fue cancelado en 1997.  
En 1994, interpretó a Click en la película  Hit Ruins ion Teh Family. También apareció en anuncios comerciales para Chef Bardee y Pringles Chips. 
En 1996, interpretó a un joven John Reilly en la película Sleepers, un trabajo por el que nominado al Premio Young Artist a la Mejor actuación en un Largometraje - Actor Joven de Reparto. También protagonizó la película Levity. 
En 2004 participó en la serie de televisión Las Vegas; y en 2001 apareció en el episodio de Law and Order: Special Victims Unit "Tangled" interpretando a Jesse Kleberg. 
En 2008 volvió a aparecer en dicha serie, en esta ocasión interpretando a Donald 'Dizzer' Zuccho en el episodio "Babies".

## Filmografía
| Año       | Título                            | Personaje                        | Observaciones                                        |  |
| --------- | --------------------------------- | -------------------------------- | ---------------------------------------------------- |  |
| 1990      | The Baby-Sitters Club             | Buddy Barrett                    | Serie de televisión, episodio "Stacey Takes a Stand" |  |
| 1993–1995 | Loving                            | John Roger 'J.J.' Forbes, Jr. #5 | Episodios desconocidos                               |  |
| 1994      | It Runs in the Family             | Flick                            |                                                      |  |
| 1995      | The Cosby Mysteries               | Jeffrey                          |                                                      |  |
| 1996      | Sleepers                          | John Reilly de joven             |                                                      |  |
| 1997–1998 | One Life to Live                  | Eli Traeger                      | Episodios desconocidos                               |  |
| 1999      | In Dreams                         | Adolescente Vivian Thompson      |                                                      |  |
| 1999      | Guiding Light                     | Ryan                             |                                                      |  |
| 2000      | Law & Order                       | Keith Taylor                     | Episodio: "Thin Ice"                                 |  |
| 2001      | Los Soprano                       | Poco Bruce                       |                                                      |  |
| 2002      | Third Watch                       | Ryan Buckley                     |                                                      |  |
| 2003      | Levity                            | Abner Easley                     |                                                      |  |
| 2004      | Las Vegas                         | Kevin                            |                                                      |  |
| 2005      | ER                                | Anthony                          |                                                      |  |
| 2006      | Bully                             | Davis White                      | Videojuego                                           |  |
| 2007      | The Black Donnellys               | Tommy 'Enseñar' Corcoran         |                                                      |  |
| 2008      | Leaf                              | Colts Seguidor                   |                                                      |  |
| 2008      | Law & Order: Special Victims Unit | Donald "Dizzer" Zuccho           | Episodio: "Babes"                                    |  |
| 2010      | White Irish Drinkers              | Danny                            |                                                      |  |
| 2010      | A Buddy Story                     | Randy furioso                    |                                                      |  |